# Alois Kaderka
Alois Kaderka (20. září 1889 Chlum – 9. března 1975 Chlum) byl český a československý katolický politik, publicista, organizátor katolického domkářsko-malozemědělského hnutí a meziválečný poslanec Národního shromáždění ČSR za Československou stranu lidovou.

## Životopis
Žil ve svém rodišti na Boskovicku a od mládí organizoval tzv. otčiny domkářů a chalupníků, sdružující drobné zemědělce a domkáře. V roce 1911 pro ně začal vydávat časopis Naše zádruha a byl vnímán jako vůdce domkářského hnutí. Úzce spolupracoval s Josefem Šamalíkem (1875–1948), který se zaměřoval na organizaci katolických sedláků. Po vzniku Československé republiky v této činnosti pokračoval a v roce 1919 založil Křesťansko-demokratické sdružení chalupníků a domkařů československých v Brně jako satelitní organizaci Československé strany lidové.
Působil v zemském výkonném výboru strany na Moravě a reprezentoval ji v Revolučním národním shromáždění. Slib složil na 35. schůzi parlamentu v březnu 1919. V parlamentních volbách v roce 1920 získal poslanecké křeslo v Národním shromáždění. V roce 1924 ale po prudkém sporu s vedením strany vystoupil z poslaneckého klubu lidovců a v prosinci 1924 byl zbaven poslaneckého mandátu. Místo něj do sněmovny usedl František Světlík.
Jednalo se o ambiciózního politika, který hlásal radikální zemědělský program požadující mj. i parcelaci církevní půdy. Po rozkolu s lidovci v roce 1924 založil Československou domkářsko-malozemědělskou stranu, v níž shromáždil věrné malozemědělce. Ústředí měla v Boskovicích a její organizace vznikaly zejména na teritoriu okresů Blansko, Boskovice, Kunštát, Jevíčko, Svitavy a Moravská Třebová. V roce 1924 vedení strany iniciovalo vznik Sdružení domkářsko-malozemědělské mládeže, které vydávalo periodikum pod názvem Nové proudy mládeže (1926). Ve druhé polovině 20. let vznikly také satelitní organizace strany jako Domkářsko-malozemědělská záložna (1926) nebo Lesní družstvo (1929). V roce 1925 se strana účastnila parlamentních voleb, ovšem neuspěla a nezískala žádný poslanecký mandát. Proto už před volbami, ale i po volbách hledala na politické scéně spojence, zejména mezi skupinami, jež se odloučily od ČSL, a vyjednávala i s vedením agrární strany, Hlinkovy ľudové strany nebo Československé živnostensko-obchodnické strany středostavovské. Všechny tyto pokusy nebyly úspěšné. Po secesi Antonína Čuříka (1884–1953) z ČSL (1929) a vzniku jeho politické strany nazvané Československé sdružení křesťansko-sociální s ním vytvořil jakousi „dvojstranu“ a spolupráce v roce 1932 vyústila ve fúzi a vznik Československé strany křesťansko-sociální a domkářsko-malozemědělské existující v letech 1932–1935. Před volbami v roce 1935 se oba vůdcové strany rozešli a Kaderka obnovil svou stranu pod názvem Československá strana domkařů, malozemědělců, dlužníků a poplatníků. Rozchod byl natolik dramatický, že Kaderka začínal vlastně od nuly a musel stranu a její zázemí znovu vybudovat.
Mimořádně rozsáhlá byla Kaderkova publicistická a vydavatelská činnost. V Chlumu a v Boskovicích vydával krátkodobě řadu periodik (Otčina domkářů a malozemědělců, Neodvislá domovina, Naše zádruha, Obrana dlužníků a poplatníků, Sjednocení domkářů a malozemědělců) pro domkářsko-malozemědělské hnutí a zde měl široký prostor pro šíření svých názorů. Po Mnichovu v roce 1938 napsal silně kriticky zaměřenou knihu o Edvardu Benešovi, již však s ohledem na okupaci Československa a válku nevydal. Po roce 1948 mu vydání nabízeli komunisté, což odmítl a rukopis raději spálil. Vůči komunistickému režimu zaujal kritický postoj, byl zásadním odpůrcem kolektivizace zemědělství, proto byl také perzekvován a vězněn. Poslední léta svého života prožíval v ústraní v rodinném kruhu.